# سياقت

نموذج من خط السياقت.

السياقت (أو السِّيَاقُ أو السياقة) خط تركي سلجوقي ظهر حوالي 700 هـ، وهو قريب من الديواني ممزوجا بالرقعي والكوفي. وقد استخدم في الداوئر المالية في الدولة العثمانية.
وخط السياقت وُصف بأنه صعب القراءة، حيث أنه يخلو من النقاط، وكان الحرف أو الشكل الواحد مختصراً من عدة أحرف، ولم يكن يلم بقراءته إلا المختصون.

## أرقام السياقت
أرقام سياقت أو الأرقام الديوانية، كانت تستخدم مقرونة مع خط السياقت. كانت هذه الأرقام تستعمل في المعاملات المالية في الديوان الهمايوني.
انتقلت الأرقام إلى العثمانيين من السلاجقة. وكتابتها بالحروف العربية مع اللفظ التركي، وكانت على النحو التالي:
| الرقم | الرمز |
| ----- | ----- |
| 1     | ل     |
| 2     | الله  |
| 3     | للد   |
| 4     | عر    |
| 5     | خ     |
| 6     | لد    |
| 7     | سو    |
| 8     | بها   |
| 9     | لعا   |
| 10    | ء     |
| 20    | ء ب   |
| 30    | لاب   |
| 40    | لب    |
| 50    | ح ب   |
| 60    | ب ب   |
| 70    | ب ق   |
| 80    | ن     |
| 90    | لق    |